# Medveczky Bella
Medveczky Bella (Detre Lászlóné) (Zombor, 1897. május 26. – Budapest, 1969. október 24.) író, műfordító, operaénekes. A Magyar Népköztársaság Irodalmi Alapja, a Magyar Pen Club tagja, a Pest Megyei Tanács Kórházai Orvosi Szakkönyvtárainak vezetője. Nagybátyja, Medveczky Frigyes (1855–1914) professzor volt.

## Életpályája
A Zeneakadémián operaénekesi és énektanári oklevelet szerzett és több éven át magánénekes volt. Első írásai az 1920-as években a Nyugatban jelentek meg. Az 1950-es évek végétől a Pest megyei Tanács orvosi szakkönyvtárát vezette.
Regényeit érdekes meseszövés jellemezte. Népszerűek voltak ifjúsági regényei. Több művét lefordították olaszra és spanyolra.

## Magánélete
1923–1929 között Bárdi Ödön (1877–1958) volt a férje. Később Detre Lászlóval (1897–1953) kötött házasságot.
Sírja a Farkasréti temetőben található ([1/7(1/D)-1-30/31).

## Művei
- Vihar (regény, Budapest, 1927)
- Mámor (regény, Budapest, 1930)
- Ezért...? (regény, 1930)
- "Bp. 31-862" (regény, 1931)
- Eszter (regény, Budapest, 1933)
- Csak vele (regény, 1936)
- A kis összeesküvők (regény, 1937)
- Jancsi és Juliska (mese átdolgozás, 1937)
- Csodálatos örökség (ifjúsági regény, Budapest, 1939)
- Apróhírdetés (regény, 1940)
- Havasi vihar (regény, Budapest, 1940)
- Családi ház (regény, Budapest, 1941)
- Útközben (regény, 1942)
- Géza kisasszony (regény, 1942)
- Mackó és társai (regény, 1942)
- Havasi börtön (regény, Budapest, 1946)

## Műfordításai
- Emil Droonberg: Alaszkai aranyvilág (regény, 1929)
- G. Mühlen-Schulte: Bobby fölébred (regény, 1931)
- Alfred Schirokauer: A végzetes alarm (regény, 1931)
- Ernst Klein: Támadás Monte Carlo ellen (regény, 1932)
- Harald Baumgarten: Elveszem a feleségemet (regény, 1932)
- Kurt Siodmak: Eltévedt golyó (regény, 1932)
- Ole Stefani: Botrány a klubban (regény, 1933)
- Friedrich Zeckendorf: A gnadenfeldi örökség (regény, 1933)
- Franz Roswalt: Rémület Shanghaiban (regény, 1934)
- Ole Stefani: A leány, az autó meg a kutya (regény, 1936)